# Danielle Steel
Danielle Fernandes Dominique Schülein-Steel, más conocida como Danielle Steel (Nueva York, 14 de agosto de 1947)  es una escritora estadounidense. Es una de las autoras de ficción más vendidas de todos los tiempos, con más de 800 millones de ejemplares vendidos. En 2021, había escrito 190 libros, incluyendo más de 140 novelas.
Se la conoce sobre todo por sus novelas románticas. Sus novelas han estado en la lista de superventas del New York Times durante más de 390 semanas consecutivas y veintiuna han sido adaptadas para la televisión.
Steel también ha publicado ficción y poesía infantil, además de crear una fundación que financia organizaciones relacionadas con enfermedades mentales. Sus libros se han traducido a 43 idiomas, con 22 adaptados para televisión, incluyendo dos que han recibido nominaciones al Globo de Oro.

## Biografía
Steel nació en la ciudad de Nueva York, de padre alemán y madre portuguesa. Su padre, John Schuelein-Steel, era un inmigrante judío-alemán descendiente de los dueños de la cerveza Löwenbräu. Su madre, Norma da Camara Stone dos Reis, era hija de un diplomático portugués.  Pasó gran parte de su infancia en Francia, donde desde pequeña fue incluida en las cenas de sus padres, lo que le dio la oportunidad de observar las costumbres y vidas de los ricos y famosos. Sus padres se divorciaron cuando tenía ocho años, y fue criada principalmente por su padre, viendo raramente a su madre.
Steel comenzó a escribir historias cuando era una niña, y en su juventud escribió poesía. Criada como católica, pensó en hacerse monja durante sus primeros años. Graduada en el Liceo Francés de Nueva York, clase de 1965,  estudió diseño literario y diseño de moda,  primero en la Parsons School of Design y luego marchó a estudiar a la Universidad de Nueva York y Europa.

## Trayectoria
Mientras aún asistía a la Universidad de Nueva York, Steel comenzó a escribir, completando su primer manuscrito a los 19 años.  Steel trabajó para una agencia de relaciones públicas en Nueva York llamada Supergirls. Un cliente, John Mack Carter, editor del Ladies' Home Journal, la animó a centrarse en la escritura,  impresionado con sus artículos freelance. Le sugirió que escribiera un libro, lo cual hizo. Posteriormente se mudó a San Francisco y trabajó como redactora para Grey Advertising.
Su primera novela, Going Home, se publicó en 1973. La novela contenía muchos de los temas por los que su escritura se haría famosa, incluyendo un enfoque en asuntos familiares y relaciones humanas. Su relación con su segundo marido influyó en Passion's Promise y Now and Forever, las dos novelas que lanzaron su carrera. Con el éxito de su cuarto libro, The Promise, se integró a la alta sociedad de San Francisco.
A partir de 1991, Steel se había convertido en una figura casi permanente en las listas de los más vendidos de tapa dura y blanda del New York Times. En 1999, entró en el Libro Guinness de los Récords por tener un libro en la lista de los más vendidos del New York Times durante más semanas consecutivas que cualquier autor: 456 semanas consecutivas en ese momento.  Steel es una autora prolífica que suele publicar varios libros al año.  Cada libro le lleva dos años y medio completarse, por lo que Steel ha desarrollado la capacidad de gestionar hasta cinco proyectos a la vez, investigando un libro mientras esboza otro, y luego escribiendo y editando libros adicionales.  Desde la publicación de su primer libro, todas sus novelas han alcanzado las listas de los más vendidos en rústica, y cada una publicada en tapa dura también ha sido un éxito de ventas en tapa dura.
Durante este tiempo, Steel también se expandió a la no ficción. "Tener un Bebé" se publicó en 1984 e incluyó un capítulo de Steel sobre el sufrimiento tras un aborto espontáneo.  Ese mismo año publicó un libro de poesía, "Amor: Poemas". También se aventuró en la narrativa infantil, escribiendo una serie de 57 libros ilustrados para jóvenes lectores. Estos libros, conocidos como la serie "Max y Martha", buscan ayudar a los niños a afrontar problemas de la vida real: un bebé nuevo, una nueva escuela, la pérdida de un ser querido, etc. Además, Steel es autora de la serie "Freddie". Estos cuatro libros abordan otras situaciones de la vida real: la primera noche fuera de casa, la visita al médico, etc.
En 1993, Steel demandó al escritor Lorenzo Bene, quien pretendía revelar en su libro que su hijo Nick fue adoptado por su entonces esposo, John Traina, a pesar de que los registros de adopción están sellados en California. Un juez de San Francisco dictó una sentencia sumamente inusual que permitió anular el secreto de la adopción de Nick, a pesar de que aún era menor de edad. Esta orden fue confirmada por un juez de apelaciones de California, quien dictaminó que, debido a la fama de Steel, la adopción de su hijo no gozaba del mismo derecho a la privacidad, y se autorizó la publicación del libro.
Tras años de escritura casi constante, en 2003 Steel abrió una galería de arte en San Francisco, Steel Gallery, que mostraba obras contemporáneas y exponía las pinturas y esculturas de artistas emergentes. La galería cerró en 2007. Sigue comisariando exposiciones varias veces al año para la Galería Andrea Schwartz de San Francisco.
En 2002, Steel fue condecorada por el Gobierno francés como «Officier» de la «Ordre des Arts et des Lettres», por sus contribuciones a la cultura mundial.
Además, ha recibido:
- La incorporación al California Hall of Fame, en diciembre de 2009.
- El «Premio al Servicio Distinguido en Salud Mental» (otorgado por primera vez a una persona que no es médico) del Departamento de Psiquiatría del New York Presbyterian Hospital, la Facultad de Medicina de la Universidad de Columbia y la Facultad de Medicina de Cornell, mayo de 2009.
- El «Premio al Logro Destacado» por su trabajo con adolescentes de Larkin Street Youth Services en San Francisco, mayo de 2003.
- «Premio al Servicio a la Juventud» por mejorar la vida de adolescentes y niños con problemas de accesibilidad mental, otorgado por la Organización Católica Juvenil de la Universidad de San Francisco y el Centro Médico St. Mary's, noviembre de 1999.
- «Premio al Logro Destacado» en Salud Mental de la Asociación Psiquiátrica de California.
- «Premio al Servicio Distinguido» de la Asociación Psiquiátrica Americana.

En 2006, Steel llegó a un acuerdo con Elizabeth Arden para lanzar un nuevo perfume, Danielle by Danielle Steel.
En 2014, escribió un artículo para SFGate en el que expresaba su preocupación por que San Francisco estuviera perdiendo su esencia.

## Vida Personal
Steel se casó con el banquero francés Claude-Éric Lazard en 1965, a los 18 años, y dio a luz a su hija Beatrix. Steel y Lazard se separaron en 1972. Mientras aún estaba casada con Lazard, Steel conoció a Danny Zugelder mientras entrevistaba a un recluso en una prisión cerca de Lompoc (California), donde Zugelder también estaba encarcelado. Él se mudó con Steel cuando salió en libertad condicional en junio de 1973, pero volvió a la cárcel a principios de 1974 acusado de robo y violación. Tras divorciarse de Lazard en 1975, se casó con Zugelder en la cantina de la prisión. Durante su relación, Steel sufrió varios abortos espontáneos. Se divorció de Zugelder en 1978.
Steel se casó con su tercer marido, William George Toth, en 1978, mientras estaba embarazada de su hijo, Nick. Se divorciaron en marzo de 1981.
Steel se casó por cuarta vez en 1981 con John Traina, un magnate del transporte marítimo y los cruceros y, más tarde, viticultor y coleccionista de arte, que era el exmarido de Dede Wilsey. Juntos tuvieron cinco hijos: Samantha, Victoria, Vanessa, Maxx y Zara. Traina adoptó al hijo de Steel, Nick, y le dio su apellido, y Steel también se convirtió en madrastra de los hijos de Traina, Trevor y Todd. Decidida a pasar el mayor tiempo posible con sus hijos, Steel solía escribir por la noche, conformándose con solo cuatro horas de sueño. Steel y Traina se divorciaron en 1995.
Su miedo a volar le planteó muchos retos a principios de la década de 1980; asistió a un curso de ocho semanas en el aeropuerto de San Francisco para superar su miedo.
Steel se casó por quinta vez con el financiero de Silicon Valley Thomas James Perkins, pero el matrimonio terminó en 2002, tras cuatro años juntos. Steel ha dicho que su novela “'The Klone and I”' se inspiró en una broma privada entre ella y Perkins. En 2006, Perkins dedicó su novela “'Sex and the Single Zillionaire”' a Steel.
Steel residió durante mucho tiempo en San Francisco, pero ahora pasa la mayor parte de su tiempo en una segunda residencia en París. Su casa de 55 habitaciones en San Francisco, Spreckels Mansion, fue construida alrededor de 1912 como mansión del magnate azucarero Adolph B. Spreckels.
A pesar de su imagen pública y sus diversas actividades, Steel es conocida por ser tímida y, debido a ello y a su deseo de proteger a sus hijos de la prensa sensacionalista, rara vez concede entrevistas o hace apariciones públicas.

### Fundaciones Nick Traina y Yo Angel
El hijo de Steel, Nick Traina, murió por suicidio en 1997. Traina era el cantante principal de las bandas punk de San Francisco Link 80 y Knowledge. Para honrar su memoria, Steel escribió el libro de no ficción “His Bright Light”, sobre la vida y muerte de Nick. Las ganancias del libro, que llegó a la lista de libros más vendidos de no ficción del New York Times, se utilizaron para fundar la Fundación Nick Traina, que dirige Steel, con el fin de financiar organizaciones dedicadas al tratamiento de problemas de accesibilidad mental. Para conseguir un mayor reconocimiento de la salud mental infantil, Steel ha presionado a favor de la legislación en Washington y anteriormente organizaba cada dos años una recaudación de fondos (conocida como The Star Ball) en San Francisco. En 2002, fundó la Fundación Yo Angel para ayudar a las personas sin hogar.